# Buena suerte (álbum)
Buena suerte es el primer disco de estudio del grupo de rock hispano-argentino Los Rodríguez. Fue publicado en 1991 por la discográfica Pasión, producido por el propio grupo. El disco tuvo una buena acogida especialmente entre los seguidores de Tequila, anterior grupo de Ariel Rot y Julián Infante, sin embargo la compañía discográfica con la que fue editado quebró, quedando suspendida su venta. 
El primero en ocupar el inestable puesto de bajista dentro del grupo fue Guille Martín, guitarrista por entonces de Desperados, al que Julián Infante conocía de la breve etapa en la que Julián tocó con los Desperados. Fernando Martín peleó para que su hermano se quedara dentro de Desperados y finalmente el propio Guille prefirió seguir como guitarrista que como bajista en los Rodríguez, donde tenía por delante a Ariel y Julián. Posteriormente Guille tocaría con Ariel Rot y formaría parte de la banda de Calamaro.

## Listado de canciones
| N.º   | Título                 | Escritor(es)               | Duración |  |
| 1.    | «A los ojos»           | Andrés Calamaro, Ariel Rot | 3:59     |  |
| 2.    | «Dispara»              | Rot, Julián Infante        | 2:40     |  |
| 3.    | «Enganchate conmigo»   | Calamaro                   | 3:24     |  |
| 4.    | «Mi enfermedad»        | Calamaro                   | 3:34     |  |
| 5.    | «La parte de atrás»    | Calamaro, Rot              | 3:21     |  |
| 6.    | «100 pájaros volando»  | Calamaro, Rot              | 4:23     |  |
| 7.    | «Canal 69»             | Calamaro, Rot, Infante     | 2:51     |  |
| 8.    | «Señorita»             | Rot                        | 3:00     |  |
| 9.    | «La mujer de un amigo» | Calamaro, Rot, Infante     | 2:25     |  |
| 10.   | «La mirada del adiós»  | Calamaro, Rot              | 2:50     |  |
| 11.   | «Peor es nada»         | Infante, Calamaro          | 3:12     |  |
| 12.   | «Sol y sombra»         | Infante                    | 2:11     |  |
| 13.   | «Buena suerte»         | Calamaro, Rot              | 3:15     |  |
| 14.   | «Un día menos»         | Infante, Rot, Calamaro     | 2:35     |  |
| 15.   | «Tormentas de arena»   | Calamaro, Rot              | 3:27     |  |
| 16.   | «Demasiado tarde»      | Calamaro                   | 4:12     |  |
| 51:15 |                        |                            |          |  |

### Personal
- Germán Vilella: Batería
- Andrés Calamaro: Piano, órgano Hammond y voz
- Julián Infante: Guitarra y voz
- Ariel Rot: Guitarra y voz
- Guille Martín: Bajo